# Fritz Süßenbach
Fritz Süßenbach (* 27. Mai 1897 in Gottesberg, Kreis Waldenburg; † 16. März 1979 in Leipzig) war ein deutscher Schauspieler, Hörspielsprecher und Theaterregisseur.
Süßenbach arbeitete zunächst als Theaterschauspieler und Spielleiter. Hinzu kam seit 1926 bis 1943 die Tätigkeit als Hörspiel- und Rundfunksprecher in Breslau und Leipzig. Nach dem Zweiten Weltkrieg nahm Süßenbach in der DDR seine Tätigkeit als Theaterschauspieler und -regisseur wieder auf.

## Leben und Karriere
Fritz Süßenbach soll sein erstes Engagement als Erster Charakterspieler und Spielleiter in der Spielzeit 1919/1920 am Stadttheater Kolberg erhalten haben. Nach weiteren Engagements, u. a. am Stadttheater Guben (1922/23), soll er u. a. am Alten Theater Leipzig tätig gewesen sein. Parallel zu seiner Bühnentätigkeit arbeitete Fritz Süßenbach Zeitungsnotizen zufolge als Hörfunksprecher und -autor.
Fritz Süßenbach soll Mitglied der NSDAP gewesen sein.
Für die Spielzeit 1950/51 soll Süßenbach am Landestheater Meiningen als Oberspielleiter und Charakterdarsteller engagiert gewesen sein, ehrenamtlich für die Gesellschaft für Deutsch-Sowjetische Freundschaft gearbeitet und mit Kollegen am Theater einen Stanislawski-Zirkel gegründet haben.
Nach Engagements in Weimar war er ab 1955/56 am Mecklenburgischen Staatstheater Schwerin engagiert, später am Volkstheater Rostock. Von dort aus soll Süßenbach auch an Gastspielen in Bremen beteiligt gewesen sein.
Er starb nach einer Erkrankung am 16. März 1979.

## Theater (Auswahl)
- 1922: Albert Emil Brachvogel: Narziß (Titelrolle) – Regie: Fritz Süßenbach (Stadttheater Guben)
- 1922: Friedrich Schiller: Die Räuber (Franz Moor) – Regie: Fritz Süßenbach (Stadttheater Guben)
- 1934: Friedrich Schiller: Wallenstein (Terzky) – Regie: Detlef Sierck (Altes Theater Leipzig)
- 1938: Paul Joseph Cremers: 1813 (Kleist) – Regie: Paul Smolny (Altes Theater Leipzig)
- 1954: William Shakespeare: Romeo und Julia (Bruder Johannes) – Regie: Fritz Süßenbach (Deutsches Nationaltheater Weimar)
- 1954: Friedrich Schiller: Die Verschwörung des Fiesco zu Genua (Verrina) – Regie: Fritz Süßenbach (Deutsches Nationaltheater Weimar)
- 1954: Hedda Zinner: Der Teufelskreis (Hermann Göring) – Regie: Karl Kayser (Deutsches Nationaltheater Weimar)
- 1955: Nikolai Wassiljewitsch Gogol: Der Revisor (Stadthauptmann) – Regie: Richard Weimar (Mecklenburgisches Staatstheater Schwerin)
- 1955: Frances Goodrich, Albert Hackett: Das Tagebuch der Anne Frank (van Daan) – Regie: Walter Hunger (Mecklenburgisches Staatstheater Schwerin)
- 1959: Friedrich Schiller: „Die Räuber“ (Der alte Moor) – Regie: Peter Fischer (Volkstheater Rostock)
- 1961: Walter Hasenclever, Kurt Tucholsky: Christoph Kolumbus oder Die Entdeckung Amerikas (Quintannilla) – Regie: Hanns Anselm Perten (Volkstheater Rostock)
- 1961: Bertolt Brecht: Die heilige Johanna der Schlachthöfe (Snider) – Regie: Benno Besson (Volkstheater Rostock)

## Regie (Auswahl)
- 1932: Otto Ernst: Flachsmann als Erzieher – (Altes Theater Leipzig)
- 1932: Gerhart Hauptmann: Florian Geyer – (Altes Theater Leipzig)
- 1949: Gotthold Ephraim Lessing: Emilia Galotti – (Volksbühne Greiz)
- 1952: Paul Herbert Freyer: Auf verlorenem Posten – (Theater der Jungen Garde Halle)
- 1955: Friedrich Schiller: Parasit – (Mecklenburgisches Staatstheater Schwerin)
- 1955: William Shakespeare: Hamlet – (Mecklenburgisches Staatstheater Schwerin)

## Hörspiele (Auswahl)
- 1926: William Shakespeare: Der Kaufmann von Venedig. Lustspiel in fünf Aufzügen (Solanio) – Regie: Fritz Walter Bischoff (Sendespiel (Hörspielbearbeitung) – Schlesische Funkstunde)
- 1926: Henrik Ibsen: Das Drama der Weltliteratur (Norwegen): Rosmersholm Schauspiel in vier Akten (Rektor Kroll, Rosmers Schwager) – Regie: Viktor Heinz Fuchs (Sendespiel (Hörspielbearbeitung) – Schlesische Funkstunde)
- 1926: Georg Büchner: Wozzeck Drama (Handwerksbursche) – Bearbeitung und Regie: Viktor Heinz Fuchs (Sendespiel (Hörspielbearbeitung) – Schlesische Funkstunde)
- 1926: Frank Wedekind: König Nicolo oder So ist das Leben (Benedetto Nardi) – Bearbeitung und Regie: Viktor Heinz Fuchs (Sendespiel (Hörspielbearbeitung) – Schlesische Funkstunde)
- 1926: Carl Hauptmann: Das Drama der Gegenwart: Die armseligen Besenbinder. Altes Märchen in fünf Hörbildern (Der junge Raschke, Besenbinder) – Bearbeitung und Regie: Viktor Heinz Fuchs (Sendespiel (Hörspielbearbeitung) – Schlesische Funkstunde)
- 1926: Kurt Leimert: Tragödie auf der Straße. Hörbild in einem Akt (Der Polizist) – Bearbeitung und Regie: Viktor Heinz Fuchs (Sendespiel (Hörspielbearbeitung) – Schlesische Funkstunde)
- 1927: August Strindberg: Rausch (2. Kriminalbeamter) – Regie: Viktor Heinz Fuchs (Sendespiel (Hörspielbearbeitung), Szenische Lesung

– Schlesische Funkstunde)
Quelle: ARD-Hörspieldatenbank

## Veröffentlichungen
- Darf der Künstler öffentliche Ehrenämter übernehmen? In: Die Bühne, 15. März 1937, S. 142